# 古屋呂敏
古屋 呂敏（ふるや ろびん、1990年6月2日 - ）は、日本の男性ファッションモデル、俳優、フォトグラファー、映像クリエイター。旧芸名はロビンおよび呂敏（ろびん）。映像クリエイターのROBIN FURUYAとしても活動している。
京都府出身。アミューズ所属。

## 略歴
- 日本人の母とハワイ出身の日系アメリカ人三世の父を持つ日本人[2]。祖父は第二次世界大戦中に第442連隊戦闘団で戦った日系アメリカ兵。日本の高校卒業後、事務所に入るが学業で渡米し芸能活動を一時休止[2]。2013年から本格的に芸能活動を再開し[2]、2014年から俳優としての活動を開始した[1]。芸能活動を本格的に始めるきっかけは、就職活動をするため夏休みに日本に帰国した際、経済的に苦しくなり生活費のためモデルをスタート。内定も数ヶ所得たが、夏休みの終わりに何も知らされずに行ったオーディションに合格。その仕事が長期間であったため大学に帰れなくなり、《これが人生だ》と思い、この世界で生きていくことを決意。
- 2016年、呂敏に改名[3]。
- 2019年2月1日、Twitter、Instagramで昨年所属していたオスカープロモーションを契約期間満了のため退社したことを報告[4]。
- 2019年5月1日、Twitter、Instagramで古屋 呂敏名義でアミューズに移籍したことを報告[5]。
- 2023年一番の話題作となり大ヒットした7月期TBS系日曜劇場『VIVANT』に主人公の部下・水上了役で出演し[6]、注目を集める。同年11月18日、テレビ東京系水ドラ25『キス×kiss×キス〜LOVE ⅱ SHOWER〜』第4話「ビストロキス」でテレビドラマ初主演[7]。
- 2024年3月6日、MBS・TBS系ドラマイズム『恋をするなら二度目が上等』で長谷川慎とW主演を務め、連続ドラマ初主演[8]。

## 人物
趣味はサッカー、フットサル、カメラ。そしてハワイ在住中にビーチ近くでキャンプをしスピアフィッシングが好きだという。またポケモンカードが大好きで、Twitterでよくポケモンカードの話題が上がる。本人はいつかポケモンカードで日本一になりたいと言っている。
性格は内向的だが情熱的。また負けず嫌いな性格も持ち合わせており、スポーツになるととても熱くなる。運動神経は抜群で、『究極の男は誰だ!?最強スポーツ男子頂上決戦』では関口メンディーなどに引けを取らず総合3位と健闘した。跳び箱は18段。
幼少期は『マイティ・モーフィン・パワーレンジャー』をよく見ていたという。
ファッションモデルとしては東急109MEN'S館の2015年春ヴィジュアルに選ばれる。モデルの時と普段の雰囲気に大きな違いがあり、自分の中でスイッチがあると取材で答えている。
日本、アメリカ両方で普通自動車免許を持つ。

### 大学生活
ハワイ州立大学で、言語学と心理学をダブル専攻。ハワイ州立大学で2年間勉強後、マサチューセッツ州立大学に1年間交換留学しハワイ州立大学に戻る。
ハワイ州立大学在学中はツアー会社にインターンで働く。12人乗りのバンを1日運転し、ハワイ島を案内していた。その影響でハワイ島の知識は豊富。またマサチューセッツ州立大学在学中、日本での3年間の家庭教師経験を生かし、その地域に住む日系アメリカ人の子供たちに日本語を教える。

### インターンシップ・アルバイト経験
アルバイト経験、インターン経験が豊富で、一般社団法人日本ファッション・ウィーク推進機構、フリーランスアシスタントエディター、通訳、翻訳、人材教育コンサルタント、ライター、ツアーガイド（ハワイ）、サッカーコーチ、バーテンダー、家庭教師、アパレル店、靴屋、また人生経験のため友達と日雇いバイトの仕事経験をしたことがある。

### デビュー後
上戸彩、米倉涼子、武井咲など女性が特に有名なオスカープロモーションでは異例となるオスカープロモーション初のメンズプロモーションDVD 《…is ROBIN》をロビンの第二の故郷ハワイ州のハワイ島で撮影、発売。撮影された家は彼の祖父の家。
また数々のメンズファッション誌で活躍し、オスカープロモーションメンズ初の東京コレクションでランウェイデビュー。テレビ、雑誌で活動し、俳優業にも力を入れている。

## 出演

### テレビドラマ
- おわこんTV（2014年、NHK BSプレミアム）
- 想ひそめし-恋歌百人一首-  第2話（2015年5月26日、名古屋テレビ） - 宮野 役
- 黒蜥蜴（2015年12月22日、フジテレビ）-  黒岩勝 役
- シャーロック 第9話（2019年12月2日、フジテレビ） - 佐伯斗真 役
- ランチ合コン探偵 〜恋とグルメと謎解きと〜 第2話（2020年1月16日、読売テレビ） - 弓月剣太郎 役
- ケイジとケンジ〜所轄と地検の24時〜 第6話（2020年2月20日、テレビ朝日） - 中元信博 役
- 家政夫のミタゾノ 第4シリーズ 第1話（2020年4月24日、テレビ朝日） - 篠崎堅樹 役
- 仮面ライダーセイバー（2020年9月6日 - 2021年8月22日、テレビ朝日） - ストリウス[10] / 仮面ライダーストリウス 役
- 月曜プレミア8 横山秀夫サスペンス「沈黙のアリバイ」（2020年10月26日、テレビ東京） - 大谷 役
- らせんの迷宮〜DNA科学捜査〜 第5話（2021年11月12日、テレビ東京） - 下村亮二 役
- 逃亡医F（2022年1月15日 - 3月19日、日本テレビ） - 野末考正 役[11]
- 元彼の遺言状 第3話 - 最終話（2022年4月25日 - 6月20日、フジテレビ） - 松田大樹 役[12]
- NICE FLIGHT! 第5話 - 最終話（2022年8月19日 - 9月22日、テレビ朝日） - 天野良秀 役
- HOTEL -NEXT DOOR- 第1話（2022年9月10日、WOWOW） - 谷口レオ 役
- ママはバーテンダー～今宵も踊ろう～ 第7話（2023年3月2日、BS-TBS）- 倉沢雅樹 役
- 幸運なひと（2023年3月6日、NHK BSプレミアム）- 松本拓哉の弟 役
- 勝利の法廷式 第5話（2023年5月11日、読売テレビ・日本テレビ） - ハン・ジエン 役
- VIVANT 第1話 - 第4話（2023年7月16日 - 8月6日、TBS） - 水上了 役[13][14]
- 結婚予定日（2023年8月4日 - 9月29日、毎日放送） - 保坂大輔 役[15]
- NHKスペシャル「アナウンサーたちの戦争」（2023年8月14日、NHK総合） - 青山正信 役
- インターホンが鳴るとき（2023年10月12日 - 12月14日、テレビ大阪） - 佐伯海斗 役[16]
- ゼイチョー!〜納税課第三収納係〜 第6話（2023年11月18日、日本テレビ）- 熊川英二 役
- キス×kiss×キス〜LOVE ⅱ SHOWER〜 第4話「ビストロキス」（2023年11月24日、テレビ東京） - 主演・松下亮 役[7]
- 恋をするなら二度目が上等（2024年3月6日 - 4月10日、MBS・TBS） - 主演・岩永崇 役（長谷川慎とW主演）[8]
- 東京タワー 第1話（2024年4月20日、テレビ朝日） - 小島陽子の恋人 役[17]
- RoOT / ルート オブ オッドタクシー 第9話（2024年5月28日、テレビ東京） - カメラマン 役
- 黒蜥蜴（2024年9月29日、BS-TBS）- 雨宮潤一 役
- 天狗の台所 Season2（2024年10月22日 - 12月24日、BS-TBS）- 愛宕慈雨 役
- 私たちが恋する理由 第3話・第4話（2024年10月26日・11月2日、テレビ朝日） - 白石友治 役[18]
- レプリカ 元妻の復讐 第7話 - （2025年8月18日 - 、テレビ東京） - 金城樹 役[19]

### 映画
- お江戸のキャンディー2 ロワゾー・ドゥ・パラディ（天国の鳥）篇（2017年） - 佐助 役
- ディア・ファミリー（2024年） - 三浦 役
- 恋をするなら二度目が上等〜special edition〜（2024年） - 主演・岩永崇 役（長谷川慎とW主演）[20]
- 愛のごとく（2026年公開予定） - 主演・ハヤオ 役[21]

### ウェブドラマ
- フェイス -サイバー犯罪特捜班-（2017年7月11日 - 9月22日、Amazonプライムビデオ）- 佐々木 武夫 役
- 仮面ライダーガッチャード VS 仮面ライダーレジェンド（2023年11月5日・26日、YouTube） - ゲンゲツ 役[22]
- 整形シンデレラ（2025年3月22日 - 、BUMP） - 松平翔太 役
- 続・BLドラマの主演になりました（2025年6月13日 - 7月25日、TELASA） - 灰原龍之介 役[23]
- サラリーマン山崎シゲル（2025年7月1日 - 、FOD SHORT） - 主演・山崎シゲル 役[24]

### オリジナルビデオ
- 仮面ライダーシリーズ - ストリウス 役
  - てれびくん超バトルDVD 仮面ライダーセイバー 集え!ヒーロー!!爆誕ドラゴンてれびくん（2021年）
  - ソードオブロゴスサーガ 後編（2021年8月4日）

### ウェブアニメ
- 別冊 仮面ライダーセイバー 短編活動萬画集 第2集（2021年3月7日、東映特撮ファンクラブ） - ストリウス 役

### テレビ番組
- めざましテレビ（2013年7月、フジテレビ）
- ノンストップ!（2013年7月、フジテレビ）
- FNNスーパーニュース（2013年7月、フジテレビ）
- ポケモンゲット☆TV（2013年11月 - 2015年9月、テレビ東京）
- 究極の男は誰だ!?最強スポーツ男子頂上決戦（TBSテレビ）
  - 第3回（2013年12月29日）総合3位
  - 第4回（2014年12月23日）総合5位
  - 第5回（2015年12月23日）
  - 第6回（2016年10月10日）
- 魁!音楽番付（2013年12月、フジテレビ）
- 2度目の旅 ちょっとディープな海外旅行（2016年3月 - 2019年1月、NHK BSプレミアム）
  - 2度目の◯◯シリーズ ベトナム編（2016年3月)
  - 2度目の◯◯シリーズ 台湾編（2016年4月）
  - 2度目の◯◯シリーズ バルセロナ編（2016年5月）
  - 2度目の◯◯シリーズ ニューヨーク編（2016年6月）
  - 2度目の◯◯シリーズ ロンドン編（2016年7月）
  - 2度目の◯◯シリーズ ローマ編（2016年8月）
  - 2度目の◯◯シリーズ ナポリ編（2016年9月）
  - 2度目の◯◯シリーズ ミラノ編（2016年10月）
  - 2度目の◯◯シリーズ マカオ編（2016年11月）
  - 2度目の◯◯シリーズ 台湾 台南編（2016年12月）
  - 2度目の◯◯シリーズ メキシコ グアダラハラ編（2017年1月）
  - 2度目の◯◯シリーズ オーストラリア メルボルン編（2017年2月）
  - 2度目の◯◯シリーズ リスボン編（2017年3月）
  - 2度目の◯◯シリーズ シチリア編（2017年4月）
  - 2度目の◯◯シリーズ ニュージーランド オークランド編（2017年5月）
  - 2度目の◯◯シリーズ マレーシア クアラルンプール編（2017年6月）
  - 2度目の◯◯シリーズ ニューヨーク ブルックリン編（2017年7月）
  - 2度目の◯◯シリーズ キューバ編（2017年9月）
  - 2度目の◯◯シリーズ グアム編（2017年11月）
  - 2度目の◯◯シリーズ ノルウェー編（2018年2月）
  - 2度目の◯◯シリーズ アメリカ西海岸 ポートランド編（2018年3月）
  - 2度目の◯◯シリーズ イタリア アマルフィ編（2018年6月）
  - 2度目の◯◯シリーズ スペイン サンセバスチャン編（2018年6月）
  - 2度目の◯◯シリーズ アルゼンチン ブエノスアイレス編（2018年7月）
  - 2度目の◯◯シリーズ アルゼンチン リバーサイド編（2018年7月）
  - 2度目の◯◯シリーズ フランス 南仏 コートダジュール編（2018年10月）
  - 2度目の◯◯シリーズ フランス 南仏 プロヴァンス編（2018年10月）
  - 2度目の◯◯シリーズ ベトナム ハノイ タイ湖一周編（2019年1月）
  - 2度目の◯◯シリーズ ベトナム フーコック島編（2019年1月）
- あざとくて何が悪いの?（テレビ朝日）
  - マンネリ気味カップルを救う（2021年11月20日） - 佐々木 アキラ役
  - あざと連ドラ 第6弾「あざといを知り尽くした私 I like you? like you」（2022年12月18日） - 江口佳祐 役
  - あざと連ドラ 第8弾（2023年7月30日 - 9月3日） - 畔柳慎二 役
- にっぽん百名山「初夏 六甲山系を縦走する」（2023年6月15日、NHK BS4K・BSプレミアム）
- 先生、恋を教えてください（2024年3月、MBS）

### ウェブ番組
- オオカミちゃんには騙されない（2023年6月11日 - 8月20日、Netflix）[25]

### MV
- カンザキイオリ「あんたは死んだ」
- りりあ。「幸せな約束。」[26]

### CM
- ASBee 「ネオビッグタン モテコーデ！」（2014年3月）
- ASBee 「デッキシューズでデッキル男子！」（2014年4月）
- Docomo インフォマーシャルレギュラー（2014年、テレビ静岡）
- るるぶトラベル「ででこいや編」「家族旅行編」（2015年）
- 花王ニュービーズ「フレブランス　ニュービーズ 木村佳乃」(2015年）
- バカルディ「ニューモヒート」（2015年）
- I-PRIMO（2015年 - 2016年）

### イベント
- 東京コレクション
- FACTOTUM / FACTOTUM femme 2014-15A/W
- ハワイ　Island Life Style show 2015 スペシャルゲスト
- Maunalani Bay Hotel Talk show with Jake shimabukuro
- Love HAWAII collection ゲスト

## 書籍

### 雑誌
- FINEBOYS
- Street Jack
- smart

## ディスコグラフィ

### キャラクターソング
| 発売日        | 商品名                         | 歌                                                                 | 楽曲                                                    | 備考                                                        |
| ------------- | ------------------------------ | ------------------------------------------------------------------ | ------------------------------------------------------- | ----------------------------------------------------------- |
| 2021年9月29日 | 仮面ライダーセイバー SONG BEST | ストリウス（古屋呂敏）、レジエル（高野海琉）、ズオス（才川コージ） | 「ABC Song 〜えいごでメギド〜」 「Rock Scissors Paper」 | Webアニメ『別冊 仮面ライダーセイバー 短編活動萬画集』挿入歌 |